# 王松 (五代)
王松（?—?），字梦祯。五代十国京兆杜陵人。
王松之父王徽，是唐僖宗时宰相。王松举进士，后唐时，官至刑部郎中。石敬瑭镇守太原，征辟王松为节度判官。石敬瑭即位建立后晋，拜为右谏议大夫，官至工部尚书。契丹灭后晋，将晋末帝石重贵北迁，辽太宗在京师开封府立许王李从益，任命王松为左丞相。刘知远即位为后汉高祖，入洛阳，下诏焚毁李从益所授伪命。王松以郭子仪自喻，听说的人都笑了。他的儿子王仁宝跟随李守贞谋反，王松上书谢罪，刘知远可怜他，只是把他解职。王松在城东有田产，每年往来于京师，后来病亡。